# Rhododendron oreadum
Rhododendron oreadum är en ljungväxtart som beskrevs av Herbert Fuller Wernham. Rhododendron oreadum ingår i släktet rododendron, och familjen ljungväxter. Inga underarter finns listade i Catalogue of Life.